# Resident Evil (seria)
Resident Evil, w Japonii jako Biohazard (jap. バイオハザード Baiohazādo) – seria gier komputerowych z gatunku survival horror zapoczątkowana w 1996 roku, wydawana przez przedsiębiorstwo Capcom. Na podstawie gier powstały również filmy, seriale, powieści oraz seria komiksów. Sprzedano ponad 50 mln egzemplarzy wszystkich gier cyklu.

## Raccoon City
Raccoon City to fikcyjne miasto położone w centralnej części Stanów Zjednoczonych. W kwietniu 1993 roku na komendanta policji w mieście wybrano Briana Ironsa, dzięki czemu Raccoon zaczęło się rozwijać. Powołano m.in. grupę S.T.A.R.S (Special Tactics and Rescue Service) (w filmie Resident Evil 2: Apokalipsa skrót rozwinięty jako Special Tactics and Rescue Squad) dowodzoną przez Alberta Weskera. W grze Resident Evil 2 okazuje się, że wirus T przedostał się do miasta, powodując „epidemię” ludzi zamieniających się w zombie, co spowodowało, że rząd amerykański postanowił spuścić na nie bombę atomową (Resident Evil 3: Nemesis).
Pierwsze trzy gry z serii dość szczegółowo opowiadały o dziejach miasta, w następnych częściach akcja przeniosła się w inne miejsca.

## Seria

### Gry

#### Seria główna
- Resident Evil (1996) – PS1, SS, PC, PSN
- Resident Evil 2 (1998) – PS1, N64, DC, PC, GC, PSN, Game.com
- Resident Evil 3: Nemesis (1999) – PS1, PC, DC, GC, PSN
- Resident Evil Code: Veronica (2000) – DC, PS2, GC, PSN, XBLA
- Resident Evil Zero (2002) – GC, Wii
- Resident Evil 4 (2005) – GC, PS2, PC, Wii, PS4, PS3, X360, iOS, Zeebo
- Resident Evil 5 (2009) – PS3, X360, PC, PS4
- Resident Evil 6 (2012) – PS3, X360, PC, PS4
- Resident Evil 7: Biohazard (2017) – PS4, XONE, PC
- Resident Evil Village (2021) – PS4, XONE, PC, PS5, XSX, Stadia

#### SeriaOutbreak
- Resident Evil Outbreak (2003) – PS2
- Resident Evil: Outbreak – File 2 (2004) – PS2
- Resident Evil Outbreak Survive (2011) – gra wieloosobowa na telefony komórkowe, której serwery zamknięto 29 maja 2015

#### SeriaSurvivor
- Resident Evil: Survivor (2000) – PS1, PC
- Resident Evil: Survivor 2 Code: Veronica (2001) – PS2
- Resident Evil: Dead Aim (2003) – PS2

#### SeriaChronicles
- Resident Evil: The Umbrella Chronicles (2007) – Wii, PS3
- Resident Evil: The Darkside Chronicles (2009) – Wii, PS3

#### Gry na konsole przenośne
- Resident Evil Gaiden (2001) – GBC
- Resident Evil: Deadly Silence (2006) – DS
- Resident Evil: Degeneration (2008) – iOS
- Resident Evil: The Mercenaries 3D (2011) – 3DS
- Resident Evil: Mercenaries Vs. (2011) – iOS
- Resident Evil: Revelations (2012) – 3DS

### Wersje remaster i remake
- Resident Evil Code: Veronica X (2001) - PS2
- Resident Evil (Remake) (2002) – GC, Wii
- Resident Evil 4 Ultimate HD Edition (odświeżona wersja Resident Evil 4, 2011) – PS3, PS4, X360, XONE, PC, Switch

- Resident Evil HD Remaster (odświeżona wersja Resident Evil, 2015) – PS3, PS4, X360, XONE, PC
- Resident Evil Zero HD Remaster (odświeżona wersja Resident Evil Zero, 2016) – PS3, PS4, X360, XONE, PC
- Resident Evil 2 (remake Resident Evil 2, 2019) – PS4, XONE, PC
- Resident Evil 3 (remake Resident Evil 3: Nemesis, 2020) – PS4, XONE, PC
- Resident Evil 4 (remake Resident Evil 4, 2023) – PS4, PS5, XSX, PC

#### Pozostałe
- Resident Evil: Operation Raccoon City (2012) – PS3, X360, PC
- Resident Evil: Revelations (2013) – PC, PS3, X360, Wii U, 3DS
- Resident Evil: Revelations 2  (2015) – PC, PS3, X360, PS4, XONE, PS Vita
- Umbrella Corps (2016) – PC, PS4
- Resident Evil: Resistance (2020) – PC, PS4, XONE
- Resident Evil Re:Verse (2022) – PC, PS4, PS5, XONE, XSX

### Filmy

#### Aktorskie
- Resident Evil: Domena Zła – 2002, reż. Paul W.S. Anderson
- Resident Evil 2: Apokalipsa – 2004, reż. Alexander Witt
- Resident Evil: Zagłada – 2007, reż. Russell Mulcahy
- Resident Evil: Afterlife – 2010, reż. Paul W.S. Anderson
- Resident Evil: Retrybucja – 2012, reż. Paul W.S. Anderson
- Resident Evil: Ostatni rozdział  – 2016, reż. Paul W.S. Anderson
- Resident Evil: Welcome to Racoon City – 2021, reż.  Johannes Roberts

#### Animowane
- Resident Evil: Degeneracja – 2008, reż. Makoto Kamiya
- Resident Evil: Potępienie – 2012, reż. Makoto Kamiya
- Resident Evil: Vendetta – 2017, reż. Takanori Tsujimoto
- Resident Evil: Wyspa śmierci – 2023, reż. Eiichiro Hasumi

#### Pozostałe
- Biohazard 4D-Executer – 2000, reż. Koichi Ohata

### Seriale

#### Animowane
- Resident Evil: Wieczny mrok – 2021[2]

#### Aktorskie
- Resident Evil: Remedium – 2022[3]